# Solc neural
El Solc neural, en anglès:Neural groove, és el canal produït després de l'etapa de gastrulació en l'embrió, que donarà lloc a la formación del tub neural. És un solc poc profund situat entre els plecs neurals i un embrió. La formació d'aquest solc s'esdevé de la manera següent:
Després de la formació de la làmina notocordal, situada en l'eix antero-posterior del disc embrionari per sota de l'ectoderma i per damunt de l'endoderma, les cèl·lules que la componen proliferan formant un cordó que recorre longitudinalment l'eix mitjà dels disc trilaminar constituint així la notocorda. Una vegada format l'ectoderma que el recobreix augmenta el seu gruix formant la placa neural que s'estén cap a la línia primitiva. A la tercera setmana les vores laterals es pleguen formant els plecs neurals i la porció mitjana forma el solc neural. Aquests plecs s'acosten a la línia mitjana, es fusionen en la regió del coll futui avancen en direcció cefàlica i caudal formant el tub neural.